# 硬貨

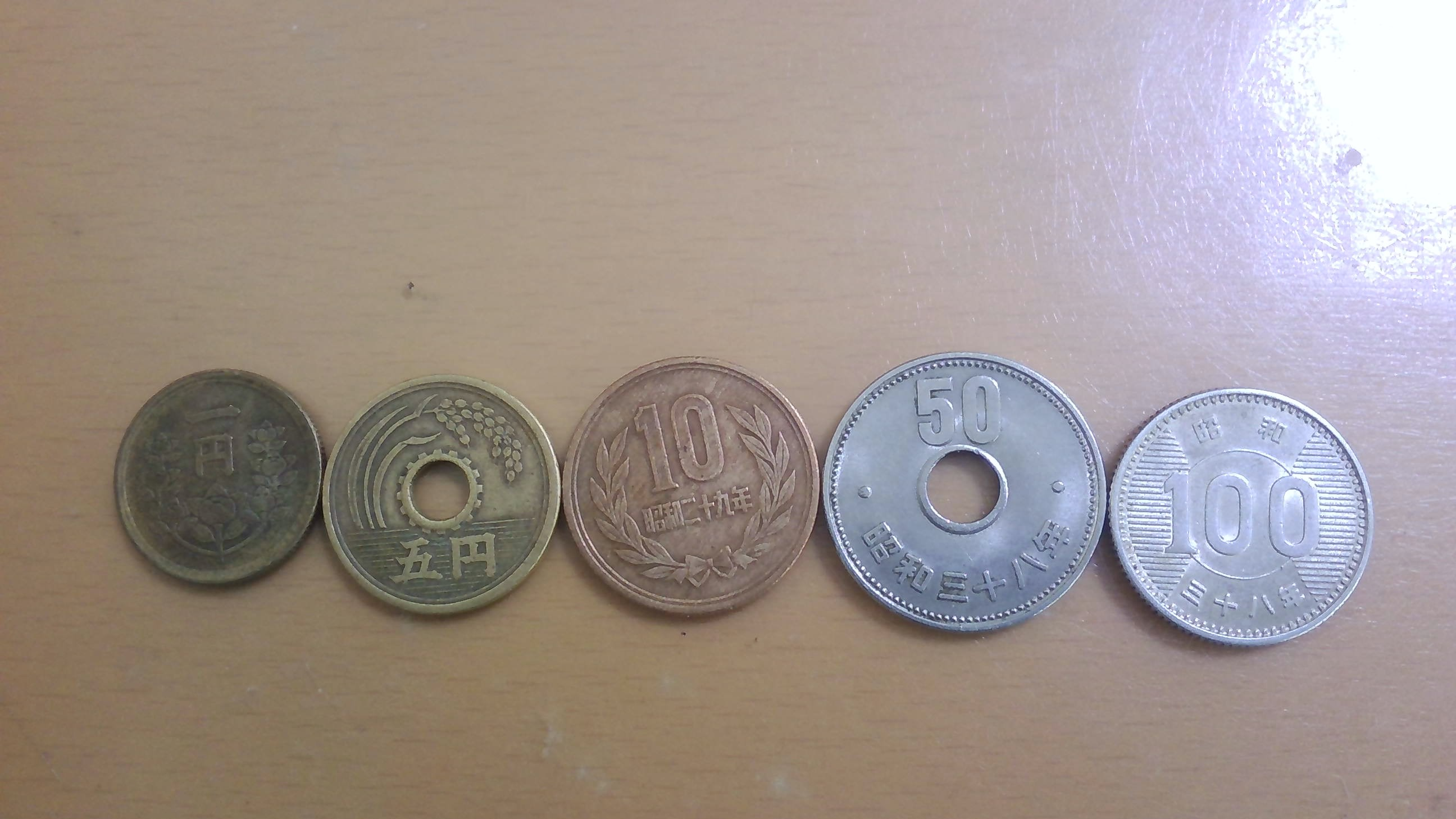
右から、稲100円銀貨(昭和38年)、50円ニッケル貨(昭和38年)、10円青銅貨（ギザあり、昭和29年）、5円黄銅貨(楷書体、昭和27年)、1円黄銅貨(昭和23年、現在通用停止)。　昭和30年代はこのようなラインナップだった。この時代には500円硬貨は無い。

硬貨（こうか）とは、一般に何らかの金属（合金含む）で作られた貨幣である。コイン（coin）ともよばれる。かつて「コイン」は基本的に金や銀の素材金属の価値と額面の差の無い本位通貨やその補助貨幣として鋳造されることが多かったが、現在は管理通貨制度の下で不換紙幣と並列して素材の価値が額面を大きく下回る硬貨のみが流通する。
他方、経済学においては「硬貨」はハードカレンシー（国際決済通貨）や本位貨幣を指すことばであり、対義語の「軟貨（ソフトカレンシー）」とは国際決済に用いられない・用いることが出来ない通貨を指す。

## 歴史
現存している最古の硬貨は、アナトリア半島のリディア王国で作られたエレクトロン貨である。硬貨がいつ誕生したかについては確かなことは分かっていないが、紀元前10世紀頃のギリシアではすでに作られていたようである。良く知られた話によると、物と物との交換に嫌気がさしたギリシャ人が物の交換の仲立ちになる物を使ってはどうかと話合い、最初は鉄釘を使ってみた。しかし鉄釘は作るのは簡単だが形状がいまひとつで人にやるわけにもいかず、すぐに使われなくなった。その後リディア近郊に住んでいた若者が、後にコインと呼ばれるものをつくって国王に献上したところ、ギリシア人はみなその発想に驚いたという。それから紀元前600年から紀元前300年にかけて、ギリシアでは各地の鋳型彫刻工たちが芸術性を競い、シラクサ出身のキモン、エウクレイダス、エウアイネトスなどの腕の良い彫刻師が現れた。

## 形態

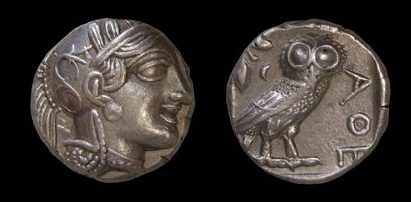
古代アテナイのテトラドラクマ銀貨

硬貨は一般的に丸い形をしている物が多いものの、四角、五角、六角、七角、八角など多角形をしたものも存在する。このうち頂点の数が奇数の多角形は、しばしば定幅図形となっている（理由はルーローの多角形に詳しい）。他にも、周囲を帆立貝状にしたものなどが流通している。硬貨の真ん中に穴を開けた物も、各国に存在する。この穴は、古来紐を通して保存する目的で空けられたが、現在のコインは小額かつ小型であまりその有用性は重んじられていない。しかし、同じ大きさのコインの触感による弁別を容易にするため、この意味での穴の存在価値はある。流通を目的としない収集家向けの硬貨にはギターの形や国の地図の形など特殊な形態の硬貨も存在する。
周囲に溝（ギザギザ）が刻まれた硬貨は世界中に有るが、元来この溝は原材料である貴金属の不正入手を防ぐために考案された。金・銀貨の周囲を不自然にならない程度に鑢で削ってその削りかすを不正に手に入れるという犯罪が横行したからである。対策として、コインの周囲に溝を刻み少しでも削ると目に見える変化が現れるよう改良した。現在の貨幣に見られる周囲の溝はこの対策の名残である。なお、現在においては、この周囲のギザは視覚障害者にとって、触感で硬貨の区別を行う重要な手段であり、ユーロ硬貨などでは、周囲の溝のみならず、窪みや溝など額面によって判別が容易になるように工夫されている。また、イギリスでは視覚障害者が硬貨の判別を行いやすいように、円形ではない多角形の硬貨が敢えて導入されたこともあった。
紙幣には番号が印刷されているが、硬貨は同一の刻印で金属板を打刻するため番号を1枚毎変えるには膨大な版型を必要とし、現実には不可能のため、発行年度のみが刻まれる。万が一、不良品が出た場合でも、発行年度の情報を手掛かりに解消の対応策がとりやすい。

### 肖像

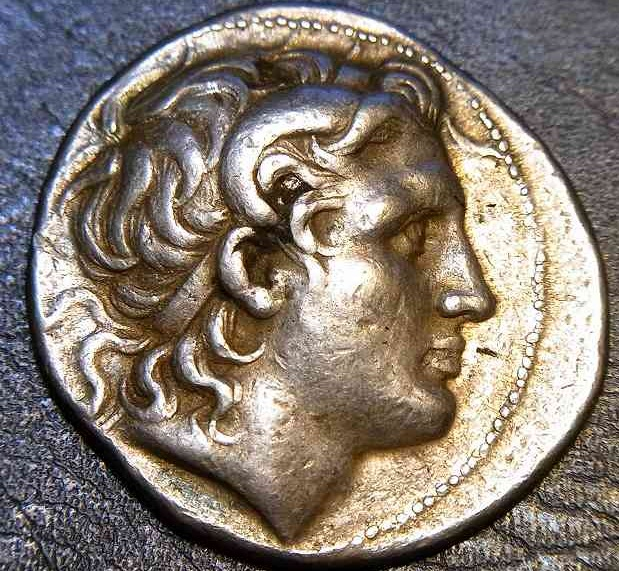
アレクサンダー大王の肖像、トラキアのリシュマコス発行のテトラドラクマ銀貨、紀元前297年 - 紀元前281年頃

西洋ではコインには発行当事者の肖像を彫ることがヘレニズム時代より行われた。肖像は為政者が変わっても貨幣価値には変わらず、回収されることはなかった。
今も君主国では現在の君主の肖像を刻むことが多い。また共和国では過去の大統領や歴史的偉人の肖像などが用いられる。近年では欧米でも肖像を用いない硬貨が増加している。
東アジアの伝統的な硬貨では肖像は用いられないが、清の末期に各地で製造された近代硬貨の中には、光緒帝の肖像を刻んだものが存在する。また袁世凱は中華帝国皇帝として自らの肖像を硬貨に刻ませている。中華民国も孫文や蔣介石の肖像を刻むことが多かった。
日本では畏れ多いとして天皇の肖像が刻まれることはなかったが、明治初期の紙幣と1957年の100円銀貨発行時に試みられたことはある。欧米諸国の硬貨と同様な大きく人物の肖像を図案とした最初の硬貨は、1990年に発行された国際花と緑の博覧会記念5000円銀貨幣であるが、これは実在の人物ではなく、花の女神フローラになぞらえた少女の肖像であった。実在の人物の肖像を図案とした最初の硬貨は、2010年に発行された地方自治法施行60周年記念貨幣（高知県）であり、坂本龍馬の肖像が刻まれた。

### 素材
硬貨の素材としては古来より、金、銀、銅のいわゆる貨幣金属（coinage metal）と称されるこの3種の金属が貨幣製造に用いられてきた。
- 金貨：19世紀半ばから1920年代にかけての金本位制における本位金貨であったが、現在発行されているものは全て本位貨幣ではなく、素材価値が額面価値とリンクしない収集型金貨または地金型金貨である。日本においては1986年に天皇陛下御在位六十年記念十万円金貨が臨時補助貨幣として発行されたことがある[3]。
- 銀貨：19世紀半ばまでは本位銀貨と補助銀貨が存在したが、これも現在発行されているものは素材価値が額面価値と一致しない「収集型銀貨」としての記念貨幣や「地金型銀貨」である。銀含有量も様々。
- 銅貨：純銅の物は少なく、多くは耐久性などの面から青銅貨として製造されるので、一般的には銅貨というとこの青銅貨を指す場合が多いが、広義では銅を主体とする合金（例えば白銅や黄銅など）で製造された貨幣も銅貨に含まれる。

この他に、ニッケル、アルミニウム、亜鉛、錫、鉄（鉄貨）、鉛（鉛銭）などの金属や、さらには非金属では陶器や樹脂などを素材にしたものもある。鉄に関しては、現代日本では鉄貨は発行されていないが、世界的にはステンレスやメッキ鋼鉄として硬貨に用いられる場合が多い。メッキしていない亜鉛、錫、鉄、鉛、陶器、樹脂などは硬貨の素材としてはあまり適していないが、戦時中などの非常事態の場合にそのような材質で硬貨が製造された例がある。逆にプラチナやパラジウム等の白金族元素の金属を用いた硬貨も存在する。
本位貨幣制度においては額面相当の金や銀を含有した硬貨が用いられた。補助貨幣では銅や銅合金を中心とした素材が用いられ、素材の価格と製造費用が額面を上回らない様に選ばれてきた。例えば日本では臨時通貨法の下での百円硬貨は当初銀貨であったものが、インフレの進行に伴う素材価格高騰を反映して白銅貨に置き換えられている。あるいは1950年に発行が計画された十円洋銀貨については準備中に洋銀に用いるニッケルの価格が高騰したため「ニッケル等使用制限規則」により発行が取りやめとなった。さらに、1906年（明治39年）、1918年-1922年（大正7年-11年）には銀価格高騰により補助銀貨に鋳潰しの懸念が出たため量目削減の改正も行われた。
通貨としての流通を目的とした金貨や銀貨が世界的に見られなくなった現代社会においては、一般的に高額硬貨は白銅貨、低額硬貨には青銅貨が用いられる場合が多かったが、近年の銅貨では世界的に、外見が銅色でしかも材質が全体として銅合金となっている例は少なく、外見が銅色の硬貨については銅メッキ鋼鉄が用いられる例が多い。
日本の一円硬貨やアメリカ合衆国の1セント硬貨などは額面以上の製造費用がかかっており、製造すればするほど赤字となっている場合がある。これらは便宜上需要があるため製造を打ち切れない為である。
通常は全体が均質な素材であるが、2種類の金属をサンドイッチ状に貼り合わせたクラッド貨幣や、ユーロ硬貨のうち1ユーロ、2ユーロ硬貨のように、中心部と外周部で異なる金属を使用したバイメタル貨幣と呼ばれるものもあり、近年では世界的に高額硬貨で偽造防止のために採用される場合が多い。日本では現行の五百円硬貨がバイメタル貨幣の例に当たる。また硬貨の発行は金属の備蓄を目的に含む場合もあり、それに対応する素材が選ばれることもある。たとえば日本では、1933年に発行した「昭和8年」銘の10銭と5銭硬貨は純ニッケル素材であったが、これは予測される有事に備えて、兵器の材料として不可欠なニッケルを輸入する口実としてあえて素材を変更したもので、いわば軍需物資のストックの隠れ蓑であった。実際に戦争中は流通していた銀貨やニッケル貨を回収して紙幣やアルミ貨、錫貨に置き換えた。その後も、戦争の進行に伴い欠乏する航空機用アルミニウムを捻出すべくアルミ貨の量目を減らしたものに置き換え、最終的にはアルミ貨を回収し、また、硬貨用の金属材料にも窮乏して硬貨の発行ができず、小額政府紙幣や小額の日本銀行券で置き換えた他、陶貨の発行も準備された（臨時補助貨幣）。世界でも、戦時下の非常事態の緊急硬貨として陶器や樹脂などの非金属製の硬貨を使用したり、硬貨の代用品として郵便切手を用いた事もあった。
戦後も経済的混乱の中で硬貨の鋳造が思うに任せず、また急速にインフレが進行し、硬貨の素材金属の価額が額面に接近し鋳造が困難になったり、鋳潰される危険が出てくると、硬貨を廃貨したり新規発行を中止し、代えて小額政府紙幣を硬貨の代わりに流通させた。
流通を目的としない収集家向けの硬貨には、クリスタル製のものや、宝石をはめ込んだ物など、単なる装飾品に近い硬貨もある。ただしこれらは全て法的に有効な通貨である点が、記念メダル等とは異なる。

## 現代の高額面硬貨
| 発行する国       | 額面                   | 日本円換算 |
| ---------------- | ---------------------- | ---------- |
| スイス           | 5フラン硬貨            | 929円      |
| 日本             | 500円硬貨              | 500円      |
| デンマーク       | 20クローネ硬貨         | 463円      |
| イギリス         | 2ポンド硬貨            | 299円      |
| ノルウェー       | 20クローネ硬貨         | 292円      |
| 欧州連合         | 2ユーロ硬貨            | 346円      |
| 中華民国         | 50ニュー台湾ドル硬貨   | 253円      |
| カナダ           | 2ドル硬貨 愛称"Toonie" | 217円      |
| オーストラリア   | 2ドル硬貨              | 194円      |
| ニュージーランド | 2ドル硬貨              | 177円      |
| 香港             | 10ドル硬貨             | 190円      |
| スウェーデン     | 10クローナ硬貨         | 154円      |
| アメリカ合衆国   | 1ドル硬貨              | 149円      |

日本の500円硬貨は、発行国内に広く流通している硬貨としては、2018年9月現在の時点では額面としてスイスの5フラン硬貨と並んで価値が高い。このため、後述する通り、過去に大規模な偽造・変造事件が発生している。
右の表には無いが、流通を目的として発行された硬貨として、世界でも高い価値を持つものには、メキシコ合衆国の50ヌエボ・ペソ硬貨などがあり、約298円の価値を有する。しかし、発行国であるメキシコ国内においても、この硬貨はあまり流通していない。なお、日本の500円硬貨が発行された当時はスペインの500ペセタ硬貨は約700円、ドイツの5マルク硬貨は約650円、スイスの5フラン硬貨が約700円の価値を有し、日本の500円硬貨を含めて四大高額硬貨となっていたが、ペセタ、マルクはユーロ移行に伴い廃貨されている。
流通を目的としない硬貨、例えば記念貨幣などでは、日本円で500円を超える高額面のものが、各国に多数存在する。

## 鋳潰し・損壊
硬貨は、素材となる金属価格の高騰やインフレーションなどを原因とする貨幣価値の下落により、金属資源として額面以上の価値を持つに至り、そのため鋳潰されてしまうこともある。鋳潰しに対しては、法的対処の他、硬貨の変更の対策が取られる。
日本においては、例えば明治期に貿易銀が鋳潰された事例や、1906年の銀価格上昇の際に補助貨幣としての銀貨が鋳潰される恐れがあったため約25%減量した事例がある。
第二次世界大戦の戦局が深刻化した1945年3月には、不足する航空機用金属を捻出するために市中の10銭、5銭、1銭のアルミニウム貨が回収され、紙幣と交換された。
1948年から発行された一円黄銅貨も、戦後のインフレの中で素材価格が額面を越えるため、小額通貨の整理及び支払金の端数計算に関する法律で1953年を限りに廃貨とし、アルミニウム貨に置き換えた。現在も通用する百円銀貨は、2008年頃の銀相場1 gあたり50円を参考にすると含有する銀の価値は144円となり、銀素材としての価値が額面を上回る。
日本の法律では、硬貨を損傷・鋳潰しすると、貨幣損傷等取締法により1年以下の懲役又は20万円以下の罰金に処せられる。資源として転用するなどの目的の他、握力の誇示のために硬貨を折り曲げる、ペンダントにしたりマジックの為に穴を開ける行為も罪に問われる他、火葬時に冥銭として遺体に硬貨を握らせることも禁じられる。ただしここで言う貨幣に、日本銀行券は含まない。また、世界のコインを損壊する事は国内では罪に問われない。
尚、世界では硬貨の加工を制限していない国家もあり、例えばアメリカ合衆国では1セント硬貨等を加工するスーベニアメダルマシンが存在する。

## 偽造・変造
硬貨は紙幣ほどではないがしばしば偽造・変造されることがある。
日本の刑法における硬貨の偽造・変造に対しての罰則は無期または3年以上の懲役であり、国際的な相場から見ると重刑である。もっとも運用上は下限ぎりぎりの量刑とされることが多い。
日本において起こった大規模な偽造事件として 「天皇陛下（昭和天皇）御在位六十年 記念十万円金貨」をめぐる大規模な偽造事件がある。含有する金の価格が約4万円分で額面の10万円を大きく下回り、偽造貨を鋳造したうえで額面換金することで大きな利益が出せるため偽造対象となった。海外から持ち込まれた10万円偽造貨については、圧延して硬貨の体を為さない金地金の形にして所有者に返還している。
また、大規模な変造事件として国外の硬貨を加工して500円硬貨として通用させた変造事件がある。韓国の500ウォン硬貨は日本の500円硬貨とほぼ同じ素材と大きさでやや重かった。その価値は、1ウォンは約0.1円であったので約50円であった。500ウォン硬貨をドリルで削って重さを500円硬貨と同じにして、自動販売機に投入して商品や釣銭を詐取したり、返却レバーを押して真の500円玉を詐取する事件が多発した。被害を受けて日本では2000年に、素材を変更した上で偽造され難いよう細工を凝らした500円硬貨が発行された。
以後も2005年2月、東京都、福岡県、熊本県の以上3都県の郵便局で大量の偽造500円硬貨が発見され、その総数は2万枚にも及んだ。日本郵政公社や警察による調べでは、硬貨の素材が本物と同じ銅やニッケル、亜鉛の合金が使用されているが、その割合が異なっており光沢がないことや文字や模様の一部が欠落していることなどが特徴とされている。
変造・偽造ではないが、100ウォン硬貨と100円硬貨の材質や裏面のデザインが類似していることから、小売店等での現金支払いに100ウォン硬貨を混ぜて一見100円と錯誤させる事例もある。

## コイン収集
日本においては、江戸時代前期、寛永通寶の発行によってそれまで流通した多種多様な円形方孔銭が廃貨となり、それに伴って古銭収集が始まったとする説がある。早い例として、1694年に刊行された趣味全般の手引書『万宝全書』の一巻が古銭紹介に割かれている。同時代の大蒐集家として、丹波国福知山藩主・朽木昌綱（1750年 - 1802年）が知られている。
日本でのコインブームは1964年のオリンピック東京大会記念1,000円銀貨の発行が火付け役となった。
製造枚数の少ない硬貨は、高値で取引される傾向がある。例えば日本の現行硬貨では、1987年（昭和62年）発行の五十円硬貨（77万5000枚のみの発行）や、2010年（平成22年）以降に発行された一円硬貨・五円硬貨・五十円硬貨の一部は貨幣セット用のみの発行となっており、収集家の間では額面より高値で取引され、流通から見つけるのは非常に困難である（日本の硬貨#発行枚数の少ない硬貨も参照）。

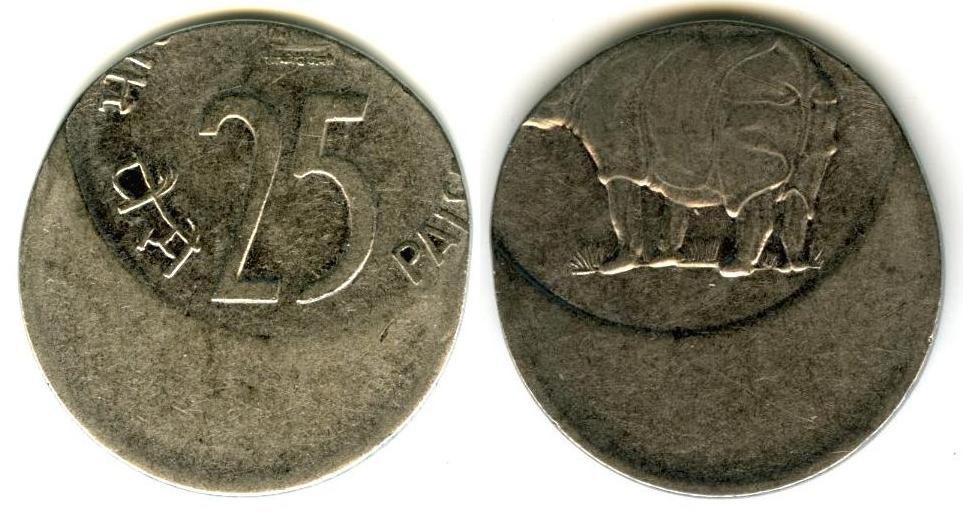
エラー硬貨の例（インドの25パイサ硬貨のズレ打ち）

また、製造時に刻印がずれている「エラー硬貨」（ミントメイドエラーとも。en）の蒐集家もいる。エラー硬貨とは刻印の2度打ち、陰打ち、傾斜、また穴あき硬貨の場合は穴無しや、穴ずれなどいわば不良品の硬貨で、これらは検査の途中で取り除かれるのが普通だが、日本の場合、5円と50円は中央に穿孔する工程で穴の位置がずれた硬貨が時々流通に回り発見されることがある。
根強いマニアは多く、東京や名古屋、大阪で毎年定期的に組合や大手業者の主催でコインの展示即売会が開催されている。特に5月に東京で開催される「東京国際コインコンベンション」には日本全国の業者はもちろん、外国の造幣局や業者も出展し、全国の蒐集家が集まる日本最大のコインイベントとして定着している。
コイン蒐集家には様々な人がおり、本格的なコレクターには、たとえば寛永通寶や、イギリスの銀貨のみに絞った専門的な蒐集家が多い。最近ではコインの世界にも切手と同様に国別コレクションからトピカル、テーマティクコレクションへの変化が起きている。
コインの状態のグレードは、日本では一般的に以下のように分類される。
- 完全未使用品（BU） - 「完未」と略されることがある。未使用品よりさらに状態の良いものや、ミントセットに収納されている貨幣などがこれに分類される。
- 未使用品（UNC） - 実際に使用されていないことを意味する訳ではなく、発行後一度も使われずに保存されていたものに匹敵する状態という意味である。それに近い状態のものとしては「準未使用品（AU）」の語が用いられる場合がある。
- 極美品（EF） - 状態としては未使用品に近いが、未使用品よりもキズなどが多いものがこれに分類される。
- 美品（VF） - このグレードに属する貨幣が最も多く、その中でも状態の良いものは「特美品」とされることもある。平成17年から20年にかけて行われた財務省による日本の近代金貨放出のオークションでは「美品A」「美品B」に分けられている。
- 並品（F） - 「上品」「佳品」「並品」などと細かく分類されることもある。
- 並品よりも状態の悪いものに関しては、「並下品」「下品」「劣品」などの語が用いられる場合があり、財務省による日本の近代金貨放出のオークションでは「並品未満」とされている。